# Fortaleza de Suomenlinna
Suomenlinna (fi), ou Sveaborg (sv), é uma fortaleza marítima composta por oito ilhas, das quais seis foram fortificadas. Localizada a cerca de 4 km a sudeste do centro da cidade de Helsinque, a capital da Finlândia, Suomenlinna é um destino popular tanto para turistas quanto para moradores locais, que a apreciam como um pitoresco local para piqueniques. A construção da fortaleza começou em 1748 sob a Coroa Sueca como uma defesa contra o Império da Rússia. A responsabilidade geral pelo trabalho de fortificação foi dada ao Almirante Augustin Ehrensvärd. O plano original da fortaleza de bastião foi fortemente influenciado por Vauban, um renomado engenheiro militar francês, e incorporou os princípios do estilo de fortificação forte em estrela, embora adaptados a um grupo de ilhas rochosas. Durante a Guerra Finlandesa, as forças russas sitiaram a fortaleza em 1808. Apesar de sua formidável reputação como o "Gibraltar do Norte", a fortaleza se rendeu após apenas dois meses, em 3 de maio de 1808. Sua perda abriu caminho para a ocupação russa da Finlândia em 1809 e o subsequente estabelecimento do Grão-Ducado da Finlândia, um estado autônomo dentro do Império Russo.
Sob domínio russo, a fortaleza serviu como base para a Frota do Báltico durante a Primeira Guerra Mundial, e em 1915, começou a construção do sistema de defesa Krepost Sveaborg. As forças russas abandonaram a fortaleza após a Finlândia declarar independência em 1917. Originalmente chamada de Sveaborg ("Fortaleza da Suécia") e conhecida como Viapori (fi) em finlandês, foi renomeada para Suomenlinna ("Fortaleza da Finlândia") em 1918. Em sueco, no entanto, mantém seu nome original. No rescaldo da Guerra Civil Finlandesa, as ilhas abrigaram o campo de prisioneiros de Suomenlinna para soldados vermelhos capturados. Suomenlinna permaneceu sob o controle do Departamento de Defesa da Finlândia até 1973, quando a maior parte foi transferida para administração civil. Famosa por suas fortificações em estilo bastião, a fortaleza foi designada como Patrimônio Mundial da UNESCO em 1991.

## Geografia

Mapa da cidade de Suomenlinna

O distrito de Suomenlinna de Helsinque fica a sudeste do centro da cidade e consiste em oito ilhas. Cinco das ilhas são conectadas por pontes ou por aterros. Länsi-Mustasaari (Västersvartö) é ligada por ponte a Pikku Mustasaari (Lilla Östersvartö), que é ligada por ponte a Iso Mustasaari (Stora Östersvartö), que, por sua vez, é ligada por ponte a Susisaari (Vargö). Susisaari foi conectada a Susiluoto (Vargskär) pelo preenchimento da via aquática que as separava durante o período russo. Esta ilha, que tem a maior concentração de fortificações, foi renomeada para Gustavssvärd (Kustaanmiekka, que significa "espada de Gustav") durante a construção pela Suécia. As três ilhas não conectadas são Särkkä (Långören), Lonna (Lonnan) e Pormestarinluodot (Borgmästargrundet). A área total do distrito é de 80
 hectares (Predefinição:Convert/km2 mi2).
Em vez de seguir o sistema padrão finlandês de endereçamento postal, que usa um nome de rua e número da casa, os endereços em Suomenlinna usam um código de letra para a ilha seguido por um número da casa. Por exemplo, "C 83" refere-se à casa número 83 em Iso-Mustasaari (designada pela letra "C"). O código postal para o distrito de Suomenlinna é 00190.

## História

### Era sueca

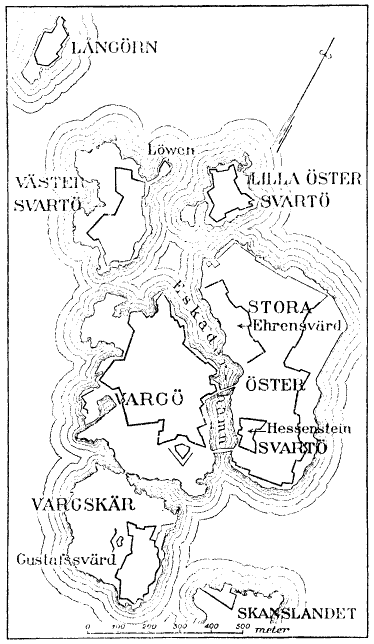
Mapa de Sveaborg na década de 1790

#### Antecedentes
No início da Grande Guerra do Norte, a Rússia aproveitou-se da fraqueza sueca na Íngria (sv: Ingermanland) e capturou a área próxima ao Rio Neva, bem como os fortes suecos, Nyen e Nöteborg, construídos para protegê-la. Em 1703, Pedro, o Grande fundou sua nova capital, São Petersburgo, nesse extremo oriental do Golfo da Finlândia. Em sua aproximação, ele construiu a base naval fortificada de Kronstadt. A Rússia logo se tornou uma potência marítima e uma força a ser considerada no Mar Báltico. A situação representava uma ameaça para a Suécia, que até então havia sido a potência dominante no Báltico. Isso foi visivelmente demonstrado pelo uso de forças navais na captura russa de Viborg em 1710. A principal base naval sueca em Karlskrona estava muito ao sul para atender às novas necessidades da Suécia para sua marinha no século XVIII, o que frequentemente resultava em navios suecos alcançando a costa da Finlândia somente após as tropas e navios russos terem iniciado ou concluído suas campanhas de primavera.
A falta de defesas costeiras foi sentida de maneira aguda com os desembarques russos em Helsingfors na primavera de 1713 e o fracasso sueco em bloquear a Península de Hanko em 1714. Uma campanha naval russa contra a costa sueca em direção ao final da Grande Guerra do Norte destacou ainda mais a necessidade de desenvolver as defesas costeiras finlandesas. Imediatamente após o fim da guerra, os primeiros planos foram colocados em movimento na Suécia para construir uma frota de arquipélago e uma base de operações para ela na Finlândia. No entanto, nada em relação a Sveaborg ocorreu até o fim da Guerra Russo-Sueca de 1741–1743. As fortificações foram deixadas inacabadas em Hamina e Lappeenranta enquanto Hämeenlinna estava sendo construída como base de suprimentos. A falta de fundos, a falta de vontade de destinar recursos para a defesa da Finlândia e a crença (surgida pouco antes da guerra) de que a Rússia seria afastada do Mar Báltico foram as principais causas da falta de progresso.
A subsequente Guerra Russo-Sueca de 1741–1743, que rapidamente passou de um ataque sueco para uma ocupação russa da Finlândia, novamente ressaltou a importância de desenvolver fortificações na Finlândia. A falta de uma base de operações para as forças navais tornou difícil para a marinha sueca operar na área. Outros estados europeus também estavam preocupados com os desenvolvimentos relativos à Rússia, especialmente a França, com quem a Suécia havia concluído uma aliança militar. Após longos debates, o parlamento sueco decidiu em 1747 fortificar a fronteira russa e estabelecer uma base naval em Helsingfors como contraponto a Kronstadt. Augustin Ehrensvärd (1710–1772), um jovem tenente-coronel, recebeu a responsabilidade de projetar as fortalezas e dirigir as operações de construção.

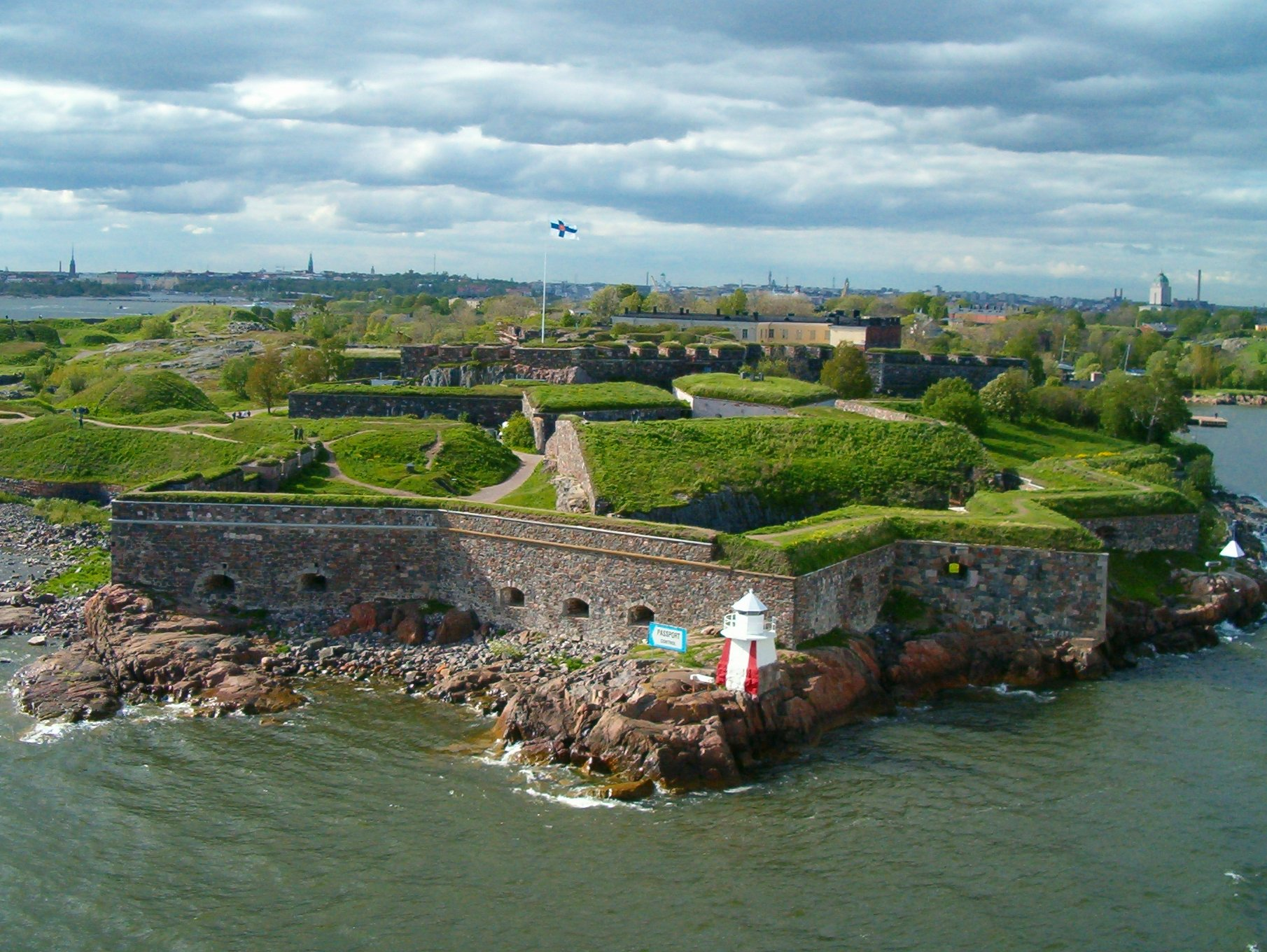
Bastião Zander

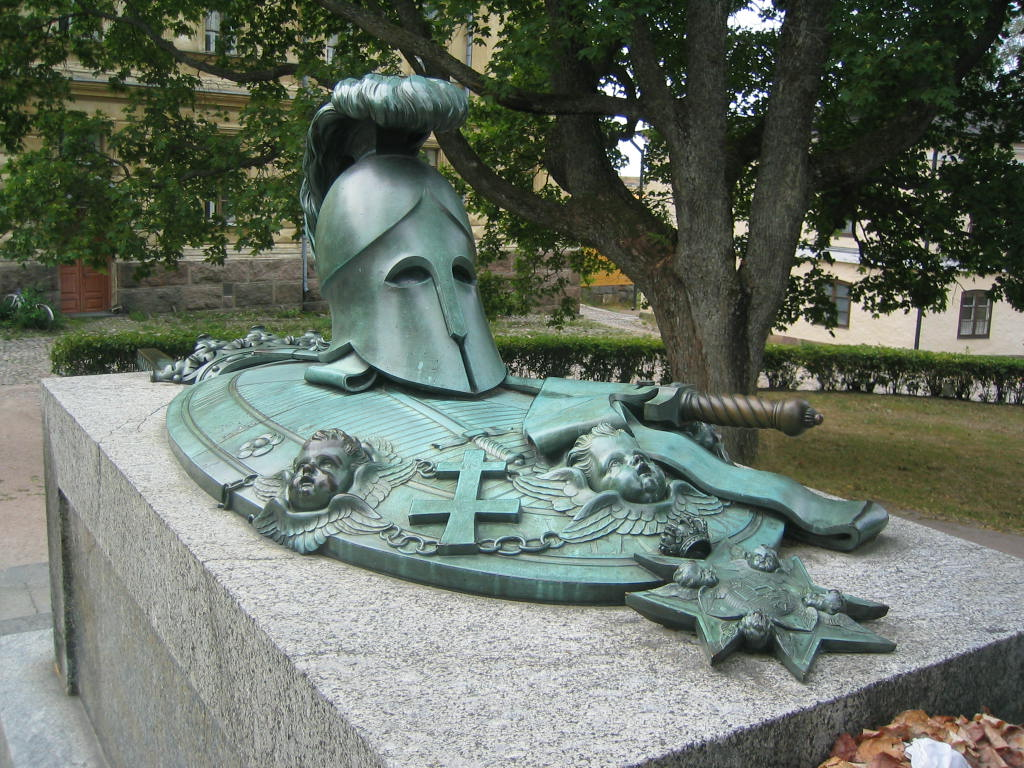
Túmulo de Augustin Ehrensvärd em Suomenlinna

#### Construção
A Suécia começou a construir as fortalezas em janeiro de 1748. O plano de Ehrensvärd continha duas fortificações: uma fortaleza marítima em Svartholm perto da pequena cidade de Lovisa, e uma fortaleza marítima maior e base naval (Sveaborg) em Helsingfors. Havia dois aspectos principais no projeto de Ehrensvärd para Sveaborg: uma série de fortificações independentes em várias ilhas conectadas e, no centro do complexo, um estaleiro naval. Além da própria fortaleza na ilha, fortificações voltadas para o mar no continente garantiriam que um inimigo não pudesse obter uma cabeça de praia para lançar ataques contra o forte marítimo. O plano também era estocar munições para todo o contingente finlandês do Exército Sueco e da Marinha Real Sueca lá. Planos adicionais foram feitos para fortificar a Península de Hanko, mas estes foram adiados.
A construção começou no início de 1748 e continuou se expandindo, e até setembro havia cerca de 2 500 homens construindo as fortalezas. Inicialmente, os soldados eram alojados nas abóbadas das fortificações, enquanto os oficiais tinham alojamentos especialmente construídos integrados à composição urbana barroca do plano geral. O plano mais ambicioso foi deixado apenas pela metade: uma praça barroca em Iso Mustasaari parcialmente baseada no modelo da Place Vendôme em Paris. À medida que o trabalho de construção progredia, mais edifícios residenciais foram construídos, muitos seguindo a forma das linhas de fortificação. Ehrensvärd e alguns dos outros oficiais eram artistas entusiastas que fizeram pinturas a óleo apresentando uma visão da vida na fortaleza durante sua construção, dando a impressão de uma animada comunidade de "cidade-fortaleza".

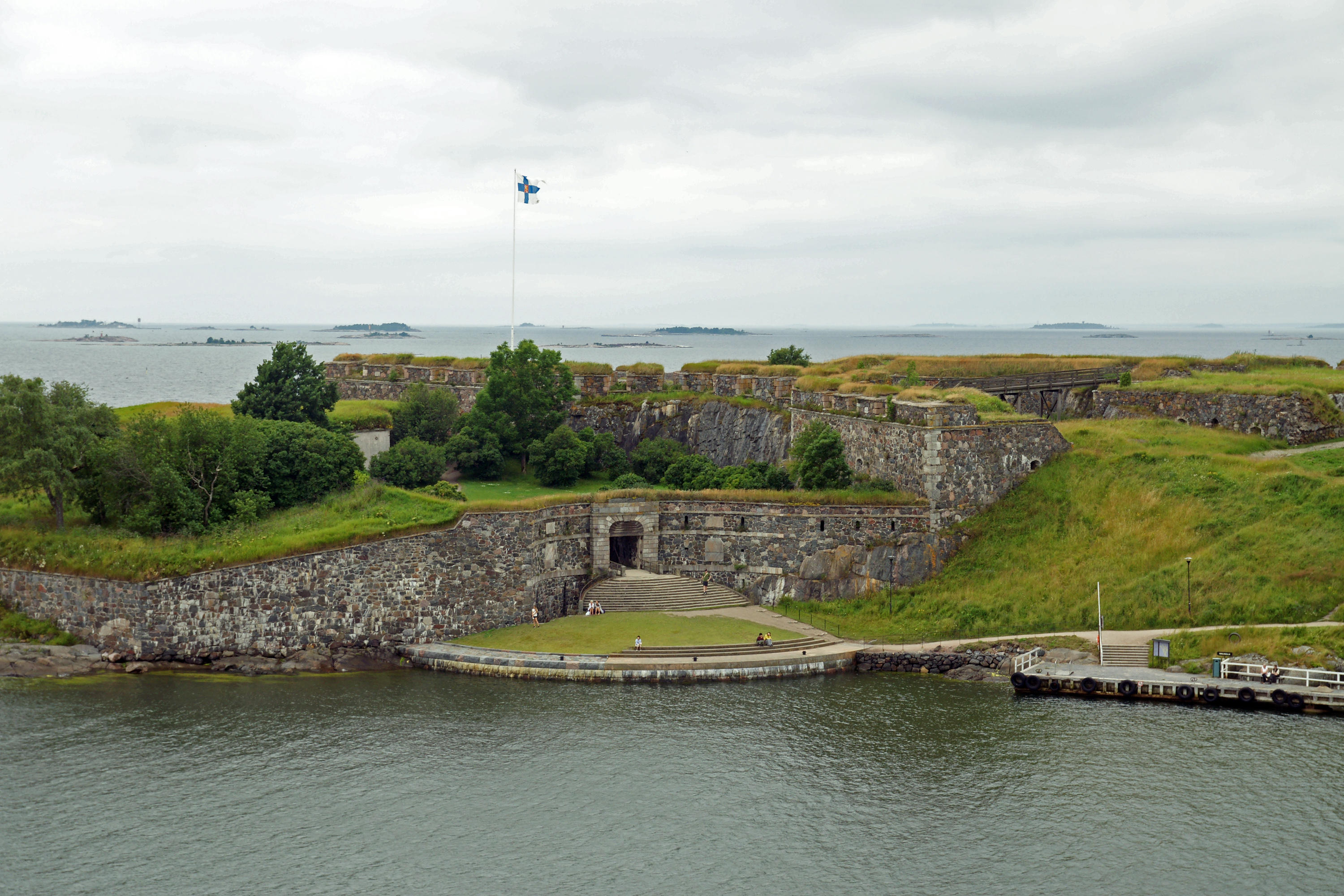
Kuninkaanportti, O Portão do Rei

Devido às repetidas ameaças russas em 1749 e 1750, mais esforços foram colocados nas fortificações das ilhas às custas daquelas no continente, para que uma base segura de operações pudesse ser garantida para as unidades navais suecas ao longo da costa finlandesa. Usando os militares aquartelados na Finlândia como força de trabalho, a construção continuou com mais de 6 000 trabalhadores em 1750. As fortificações em Gustavssvärd foram concluídas em 1751 e as principais fortificações em Vargö estavam prontas em 1754. A fortaleza estava totalmente operacional, embora inacabada. Essas realizações não reduziram o ritmo de construção e em 1755 havia 7 000 trabalhadores construindo as fortificações fora de Helsingfors, que na época tinha cerca de 2 000 residentes. O substancial trabalho de fortificação nas ilhas ao sul da cidade trouxe-lhe uma importância nova e inesperada. A participação sueca na Guerra dos Sete Anos interrompeu os esforços de construção em 1757, o que também marcou o fim da fase de construção rápida de Sveaborg.
Este período da história sueca foi conhecido como a Era da Liberdade, durante a qual o reino estava sob maior controle parlamentar, dividido em dois partidos políticos, os Chapéus e as Toucas. Ehrensvärd havia sido apoiado pelos Chapéus, então quando as Toucas chegaram ao poder em 1766, ele foi destituído de seu cargo e substituído pelo ardente apoiador das Toucas, Christopher Falkengréen. No entanto, após 1769, quando os Chapéus recuperaram o poder, Ehrensvärd foi novamente colocado no comando da frota de arquipélago sueca na Finlândia, oficialmente a arméens flotta ("frota do exército"), e retornou a Sveaborg. Mas não houve progresso adicional nas fortificações quando Ehrensvärd morreu em 1772. Os esforços para melhorar a fortaleza continuaram sob Jacob Magnus Sprengtporten, mas seu mandato foi abreviado por desentendimentos com o rei Gustavo III. Mais uma vez, os esforços diminuíram à medida que as guarnições foram reduzidas, e em 1776 o comandante de Sveaborg relatou que não conseguia nem mesmo guarnecer um décimo da artilharia colocada no forte. Mesmo no início da Guerra Russo-Sueca em 1788, Sveaborg permanecia em estado incompleto.
Instalações para a construção de navios para a frota de arquipélago sueca foram construídas em Sveaborg na década de 1760. Em 1764, as três primeiras fragatas de arquipélago foram lançadas de lá. Além da construção das fortificações e navios, o treinamento de oficiais navais foi iniciado por Ehrensvärd às suas próprias custas em Sveaborg em 1770. Foi apenas em 1779 que uma escola militar naval foi formalmente fundada lá.

#### Serviço

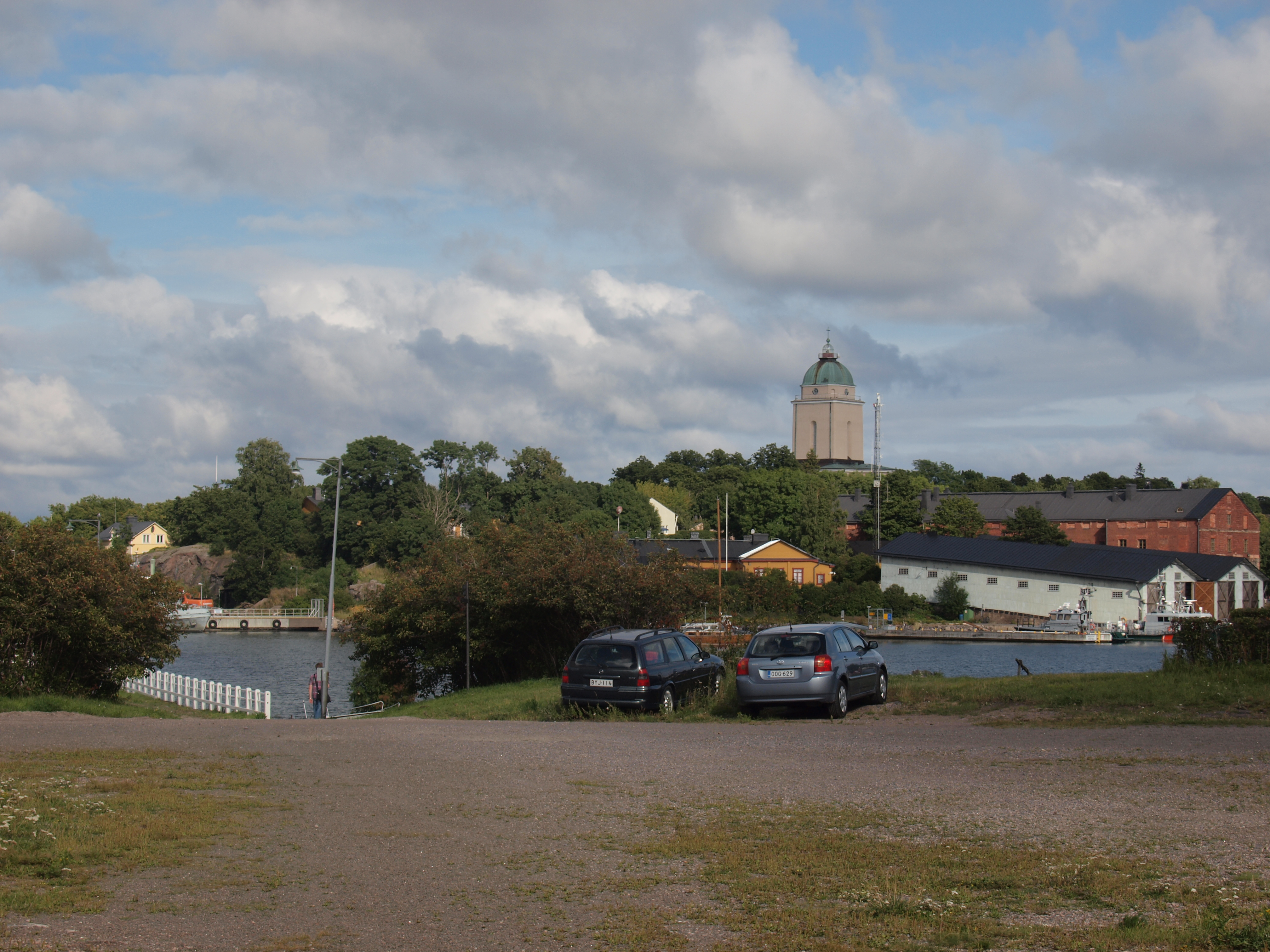
Vista de Länsi-Mustasaari para Pikku-Mustasaari

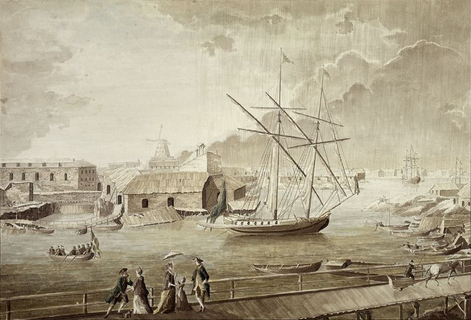
Um pojama hasteando o pavilhão naval azul da frota de arquipélago sueca em Artilleriviken (Tykistölahti); pintura de Adolf Geete, 1760

Sveaborg foi formada e abastecida de acordo com as necessidades da frota de arquipélago sueca e, portanto, incapaz de reparar e reequipar a frota de batalha sueca após a batalha de Hogland. As instalações também foram consideradas insuficientes em Sveaborg, especialmente nas áreas destinadas a cuidar dos doentes e feridos. O controle russo das águas fora de Sveaborg praticamente bloqueou a frota de batalha sueca em Sveaborg. Ao cortar a rota marítima costeira além de Hangö, os russos impediram que suprimentos fossem enviados da Suécia para Sveaborg. A frota sueca finalmente conseguiu zarpar para sua base em Karlskrona em 20 de novembro, quando o Mar Báltico já havia congelado severamente o suficiente para que o gelo tivesse que ser serrado antes que alguns navios pudessem se mover. A frota não pôde passar o inverno em Sveaborg, pois faltavam instalações e suprimentos para equipar os navios. Embora a rota para a Suécia tenha sido reaberta no final de 1788 e no início de 1789, navios russos cortaram a conexão de Sveaborg com a Suécia formando um bloqueio no cabo de Porkkala. Sveaborg foi o local mais importante para a construção e equipamento de navios da frota de arquipélago durante a guerra. Mesmo assim, e apesar dos esforços, vários navios permaneceram inacabados em Sveaborg até o final da guerra. A importância de Sveaborg não escapou aos russos, cujo amplo plano operacional para 1790 incluía um cerco a Sveaborg tanto por mar quanto por terra.
Após um pacto entre Alexandre I e Napoleão, a Rússia lançou uma campanha contra a Suécia e ocupou a Finlândia em 1808. Os russos tomaram Helsingfors facilmente no início de 1808 e começaram a bombardear a fortaleza. Seu comandante, Carl Olof Cronstedt, negociou um cessar-fogo. Quando nenhum reforço sueco havia chegado até maio, Sveaborg, com quase 7 000 homens, se rendeu. As razões para as ações de Cronstedt permanecem um tanto obscuras; mas a situação desesperadora, a guerra psicológica pelos russos, alguns conselheiros (possivelmente) subornados, o medo pelas vidas de uma grande população civil, a falta de pólvora e o isolamento físico são algumas causas prováveis para a rendição. Pelo Tratado de Fredrikshamn em 1809, a Suécia cedeu seu território oriental da Finlândia e o Grão-Ducado da Finlândia foi estabelecido dentro do Império Russo. O período sueco na história finlandesa, que havia durado cerca de sete séculos, chegou ao fim.

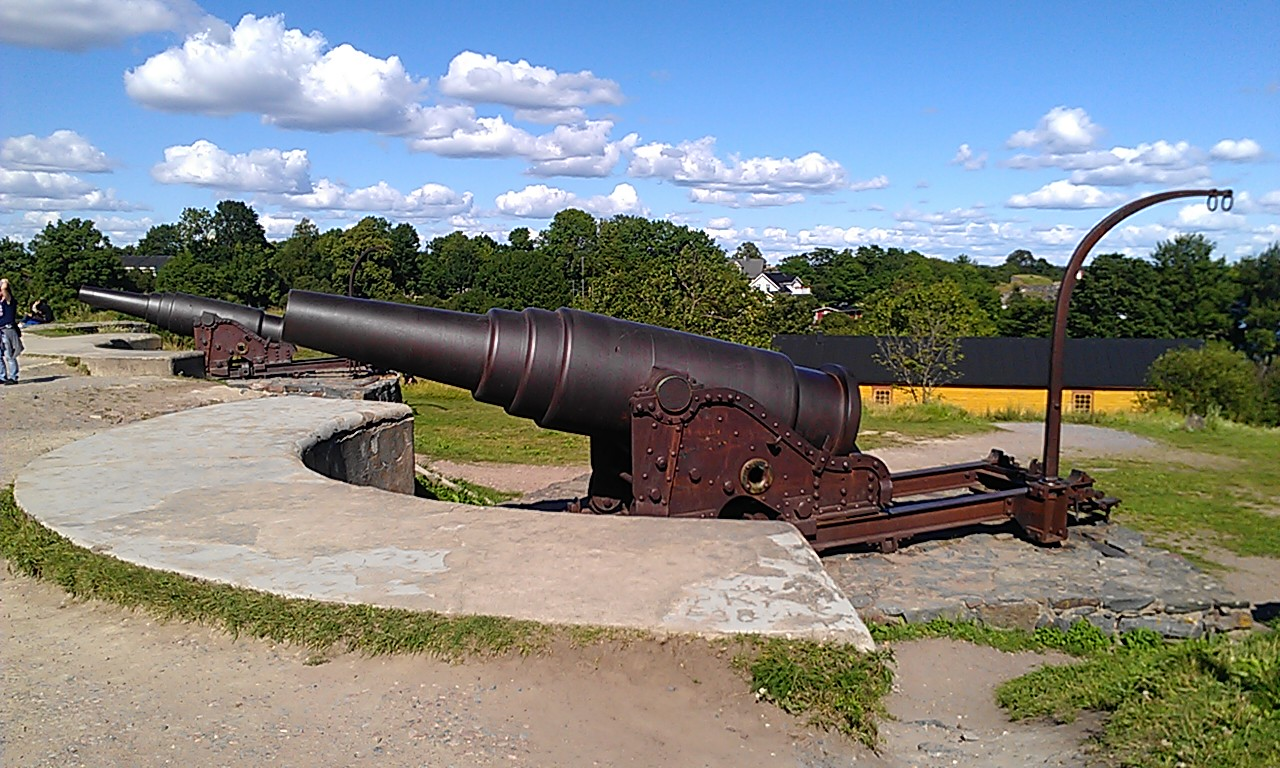
Canhões navais de Suomenlinna

### Sob domínio russo
Depois de assumir a fortaleza, os russos iniciaram um extenso programa de construção, principalmente de quartéis extras, e ampliaram o estaleiro e reforçaram as linhas de fortificação. O longo período de paz após a transferência de poder foi interrompido pela Guerra da Crimeia de 1853-56. A aliança franco-britânico-otomana decidiu enfrentar a Rússia em duas frentes e enviou uma frota anglo-francesa para o Mar Báltico. Durante dois verões durante a Guerra de Åland, a frota bombardeou as cidades e fortificações ao longo da costa finlandesa. O bombardeio de Sveaborg (também conhecido então como Viapori) pelas forças de Richard Saunders Dundas e Charles Pénaud em 9-10 de agosto de 1855 durou 47 horas e a fortaleza foi gravemente danificada, mas eles não conseguiram neutralizar os canhões russos. Após o bombardeio, a frota anglo-francesa não enviou tropas para terra e, em vez disso, partiu para Kronstadt. Após a Guerra da Crimeia, extensos trabalhos de restauração foram iniciados em Sveaborg. Um novo anel de obras de terra com posições de artilharia foi construído nas bordas oeste e sul das ilhas.
A próxima etapa no armamento de Sveaborg e do Golfo da Finlândia veio com a preparação para a Primeira Guerra Mundial. A fortaleza e suas ilhas circundantes tornaram-se parte da "fortificação naval de Pedro, o Grande", projetada para salvaguardar a capital, São Petersburgo.

### Propriedade finlandesa

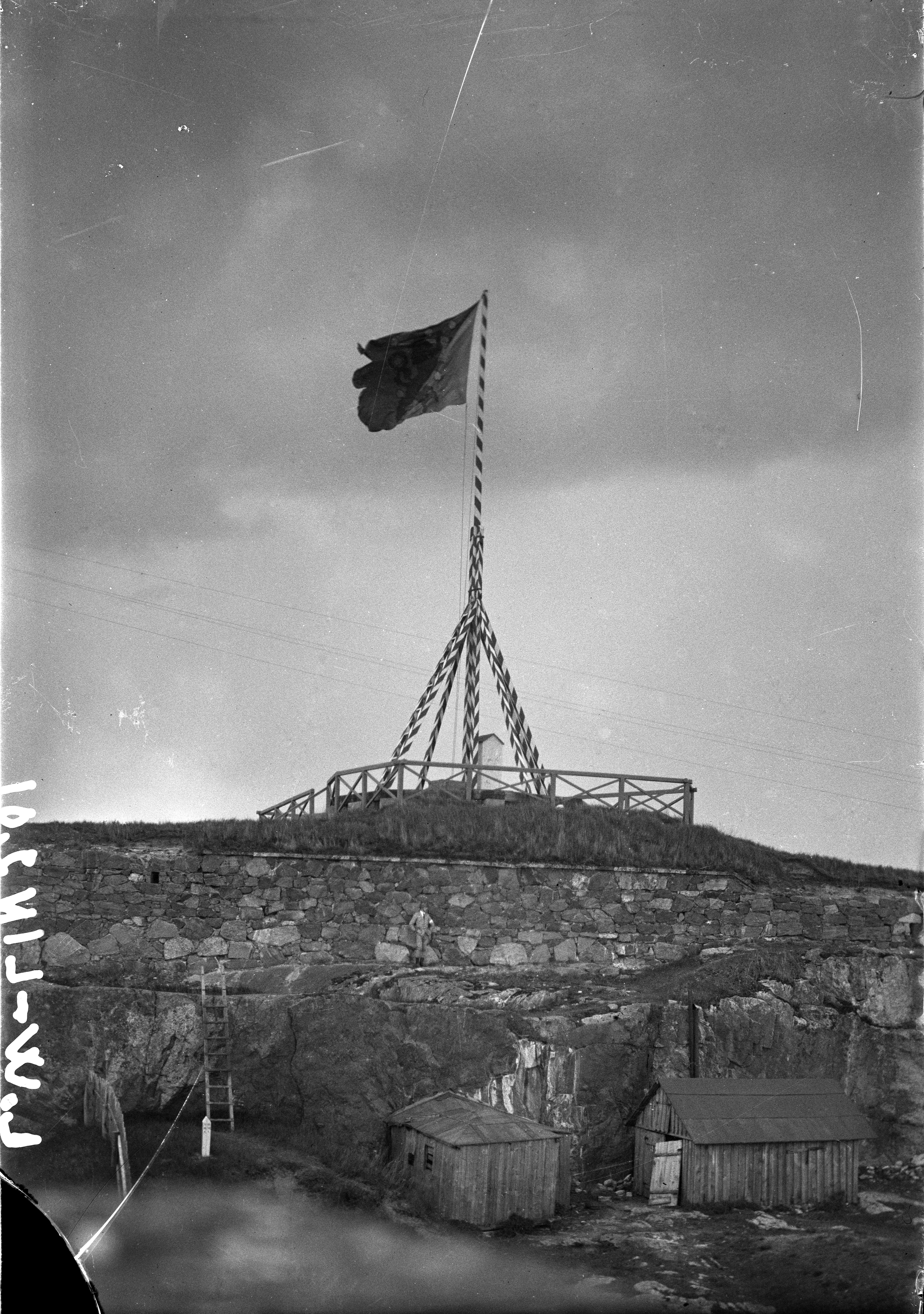
A bandeira do leão vermelho-amarelo da Finlândia foi hasteada em Suomenlinna no início de abril de 1918 para marcar a captura da fortaleza.

Após a Revolução Russa em 1917, a Finlândia declarou independência, mas Sveaborg permaneceu sob o controle das forças militares russas. Durante a Guerra Civil Finlandesa, eles entregaram parte dela à Guarda Vermelha finlandesa em março de 1918. Os Brancos capturaram a fortaleza com o apoio das forças alemãs no início de abril. Sveaborg recebeu seu nome atual, Suomenlinna ("Castelo da Finlândia"), em 12 de maio de 1918, quando a bandeira do leão vermelho-amarelo—usada temporariamente como bandeira nacional da Finlândia—foi solenemente hasteada no mastro de bandeira de Gustavssvärd, e oito salvas foram disparadas de dois canhões de campo russos. A cerimônia de hasteamento da bandeira contou com a presença de convidados ilustres, incluindo membros do Senado, do conselho municipal e vários oficiais militares de alta patente. A mudança de nome da fortaleza foi proposta pelo senador Kyösti Kallio.
Em 1918 e 1919, as ilhas abrigaram um grande campo de prisioneiros após a guerra civil. Dos 10.000 prisioneiros da Guarda Vermelha mantidos no campo de prisioneiros de Suomenlinna, mais de 1 000 morreram de fome e doenças. Oitenta prisioneiros foram executados.
Após a guerra civil, a fortaleza funcionou como uma guarnição finlandesa. Um regimento de artilharia costeira, a Academia Naval e uma base para a frota de varredura de minas foram estacionados nas ilhas. Houve pequenos esforços de restauração, e o interesse pela fortaleza como destino turístico começou a crescer. Durante a Guerra de Inverno em 1939-1940, Suomenlinna abrigou unidades antiaéreas e de artilharia e serviu como base para a frota de submarinos. Durante a Guerra de Continuação, forças militares alemãs foram estacionadas em Suomenlinna. A fortaleza sofreu danos com bombardeios. Após a guerra, o Estaleiro Valmet em Suomenlinna construiu barcaças e traineiras como reparações de guerra. Também construiu embarcações para a Marinha Finlandesa e Guarda Costeira, e reparou navios. Para o 200º aniversário da fortaleza em 1948, o pátio do Castelo de Susisaari (Vargö) e Kustaanmiekka (Gustavssvärd) foram restaurados. Não mais muito prática como base militar, Suomenlinna foi transferida para a administração civil em 1973. Um departamento governamental independente, o Órgão Governamental de Suomenlinna, foi formado para administrar o complexo único. Na época, houve algum debate sobre seu nome finlandês, com alguns sugerindo que o antigo nome Viapori fosse restaurado, mas o nome mais novo foi mantido. A presença militar nas ilhas foi drasticamente reduzida nas últimas décadas. A guarnição de Suomenlinna abriga a Academia Naval (em finlandês: Merisotakoulu) da Marinha Finlandesa em Pikku Mustasaari. Suomenlinna ainda hasteia a bandeira de guerra, ou a bandeira do estado bifurcada da Finlândia.

## Dias atuais

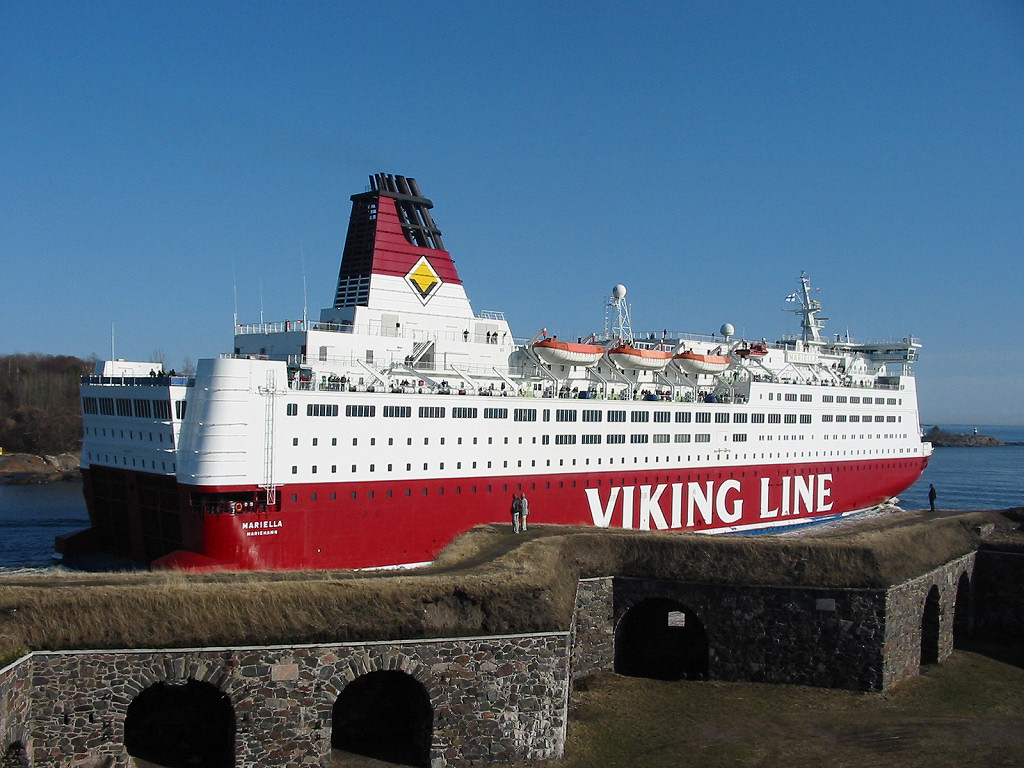
M/S Mariella passando pelo estreito de Kustaanmiekka após deixar Helsinque rumo a Estocolmo

Suomenlinna é hoje uma das atrações turísticas mais populares de Helsinque, além de ser um local de piquenique popular para os habitantes da cidade. Em 2009, um recorde de 713 000 pessoas visitaram Suomenlinna, a maioria entre maio e setembro. Existem vários museus na ilha, bem como o último submarino finlandês sobrevivente, o Vesikko.

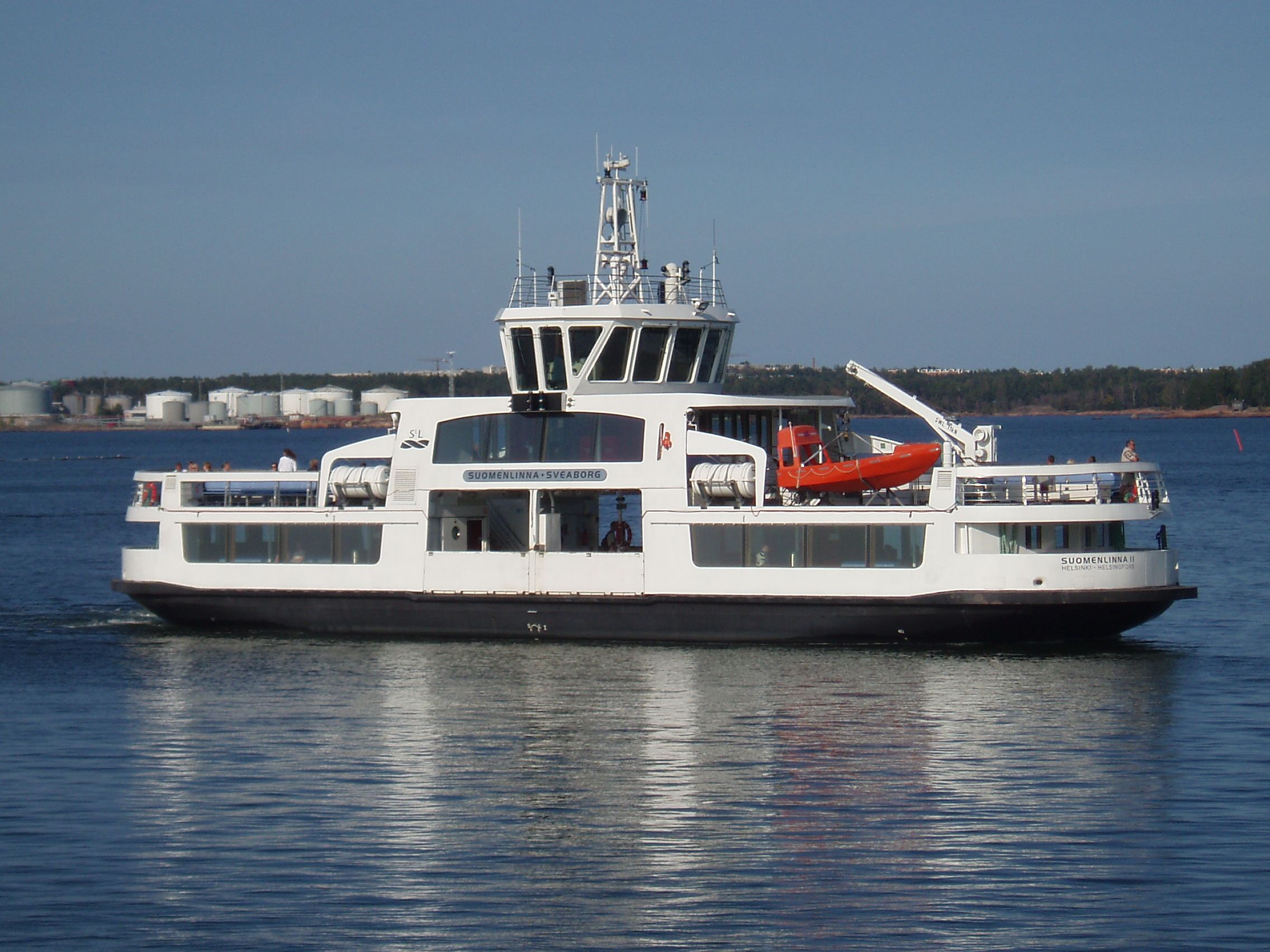
O M/S Suomenlinna II transporta residentes, turistas e veículos de e para o porto de Suomenlinna

Há cerca de 900 habitantes permanentes nas ilhas, e 350 pessoas trabalham lá durante todo o ano.
Existe uma colônia penal de segurança mínima (em finlandês: työsiirtola) em Suomenlinna, cujos detentos trabalham na manutenção e reconstrução das fortificações. Apenas detentos voluntários que se comprometem a não usar substâncias controladas são aceitos na colônia de trabalho.
Para o público em geral, Suomenlinna é servida por balsas durante todo o ano, e um túnel de serviço que fornece aquecimento, água e eletricidade foi construído em 1982. No início da década de 1990, o túnel foi modificado para que também pudesse ser usado para transporte de emergência.
O transporte de e para a ilha geralmente é interrompido entre 3h00 e 6h00 diariamente, mas é regular e frequente durante o restante do dia.
Suomenlinna é conhecida como um local de cultura de vanguarda. Em meados da década de 1980, o Centro de Artes Nórdicas foi estabelecido na ilha. Vários edifícios foram convertidos em estúdios de artistas, que são alugados pela administração a preços razoáveis. Durante o verão, há uma escola de arte para crianças. As apresentações do teatro de verão de Suomenlinna regularmente atraem casas lotadas.
Entre 2 e 6 de setembro de 2015, o serviço postal finlandês realizou um teste do uso de drones para entregar encomendas entre Helsinque e Suomenlinna. As encomendas foram limitadas a 3 kg (7 lb) ou menos, e os voos foram realizados sob o controle de um piloto.
A ilha abriga um albergue para mochileiros que funciona em um prédio escolar convertido, construído em 1908 e que serviu como escola russa (1909-1917), escritório militar (1918-1919), escola finlandesa (1920-1959) e cantina e local de entretenimento para soldados (1959-1972).
A Igreja de Suomenlinna, construída em 1854, foi adaptada em 1929 para incluir um farol. Tanto a igreja quanto o farol ainda estão ativos hoje. O farol foi modernizado para usar iluminação LED em 2019.

## Cronologia

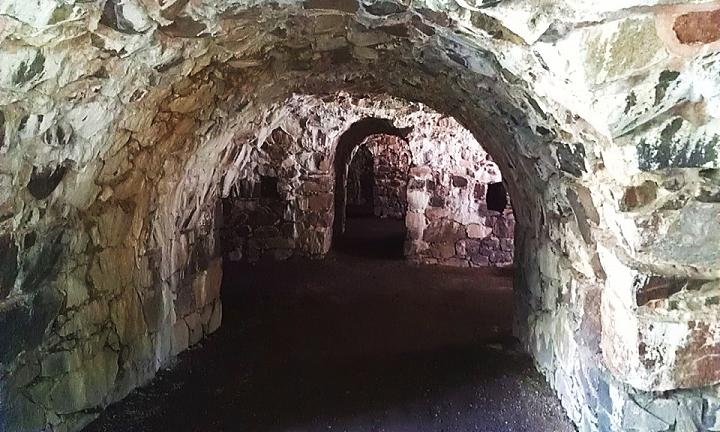
Túneis em Suomenlinna

- 1748: A construção de Sveaborg começa sob o comando de Augustin Ehrensvärd.
- 1808: Sveaborg se rende à Rússia sem oposição durante a Guerra Finlandesa.
- 1809: Tratado de Fredrikshamn: A Finlândia torna-se parte da Rússia.
- 1855: Guerra da Crimeia: A marinha Anglo–Francesa bombardeia Sveaborg e causa danos substanciais.
- 1906: Rebelião de Sveaborg: Soldados russos planejam depor o czar.
- 1914–1917: Um anel de fortificações terrestres e marítimas, chamado Krepost Sveaborg, é construído ao redor de Helsinque.
- 1917: A Finlândia torna-se independente após a Revolução Russa.
- 1918: O nome Suomenlinna torna-se o nome oficial da fortaleza em finlandês. Um campo de prisioneiros de rebeldes Vermelhos é instalado em Suomenlinna após a Guerra Civil Finlandesa.
- 1921: A Valtion lentokonetehdas (Fábrica Estatal de Aeronaves) começou a construir aviões e trenós motorizados em Suomenlinna para a Força Aérea Finlandesa. Em 1936, a fábrica foi transferida para Tampere.
- 1973: Suomenlinna torna-se área de administração civil.
- 1991: Suomenlinna torna-se Patrimônio Mundial da UNESCO.

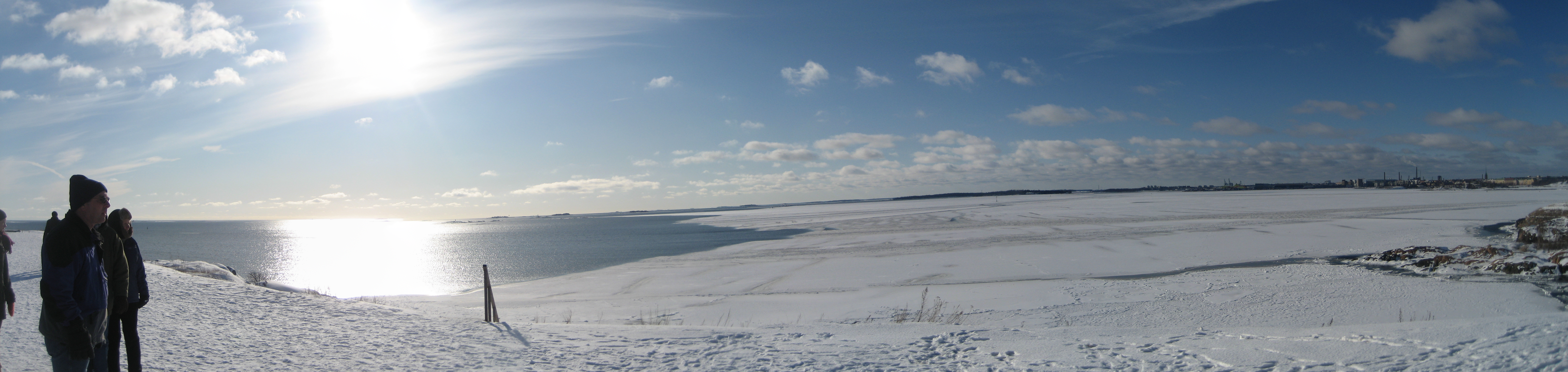
Vista do Mar Báltico parcialmente congelado de uma das ilhas voltadas para oeste. Parte de Helsinque pode ser vista no extremo direito.

## Na literatura
O poeta finlandês-sueco Johan Ludvig Runeberg escreveu um poema chamado Sveaborg, um dos 35 poemas curtos que juntos constituem sua epopeia Os Contos do Alferes Stål. Ele inclui os seguintes dois versos sobre a fortaleza, que aludem especificamente ao bastião "Espada de Gustav" (Gustavssvärd) e seus canhões.
Sveaborg também é mencionada na letra do hino de Gunnar Wennerberg de 1849, O Gud, som styrer folkens öden ("Ó Deus, que guia o destino dos povos"), no qual a "liberdade ancestral" da Suécia é descrita como sendo "...nossa proteção em perigos sombrios, nossa consolação em toda tristeza empalidecida, nossa defesa contra as forças do hegemon, e mais forte que Sveaborg". Como essas palavras foram escritas quarenta anos após a cessão da Finlândia pela Suécia à Rússia, o uso de Sveaborg como símile tem deliberadamente tons históricos.